# Noēsis
Noēsis, concert voor klarinet, viool en orkest is een compositie van Erkki-Sven Tüür. Het is een dubbelconcert in een deel. De twee solerende instrumenten duelleren eerst onderling, spelen vervolgens samen en stappen naar een andere muziekgenre met een symfonieorkest, dat een rotsvaste achtergrond geeft. De indeling van het concert is dat van een klassiek concerto, de secties snel-langzaam-snel zijn terug te horen in het werk. De slotsectie gaat voor wat betreft klank richting jazz.
De opzet van het werk werkt naar Noēsis toe. De solisten leren gedurende het werk samen te werken.
De eerste uitvoering van dit werk vond plaats op 17 juni 2005. Solisten in Detroit waren Isabelle van Keulen en Michael Collins, begeleiding werd verzorgd door het Detroit Symphony Orchestra onder leiding van Neeme Järvi.
Tüür schreef het werk voor: 
- 2 dwarsfluiten, 2 hobo’s, 2 klarinetten, 2 fagotten
- 4 hoorns, 3 trompetten, 3 trombones, 1 tuba
- pauke, 3 man/vrouw percussie,
- violen, altviolen, celli, contrabassen